# Kollafjörður (Faxaflói)
Pour les articles homonymes, voir Kollafjörður.
Le Kollafjörður est un fjord d'Islande situé dans le Sud-Ouest du pays, au nord de la capitale Reykjavik. Encadré au nord-est par le massif de l'Esja et au sud par celle d'Álftanes, il baigne les municipalités de Reykjavíkurborg au nord, à l'est et au sud et Mosfellsbær au sud-est. Il est l'un des fjords de la Faxaflói, la grande baie du Sud-Ouest de l'Islande.
Son littoral est découpé en de nombreuses baies et criques séparées par de petites péninsules et quelques petites îles inhabitées se trouvent le long de son littoral méridional : Akurey, Engey, Lundey, Þerney et Viðey.

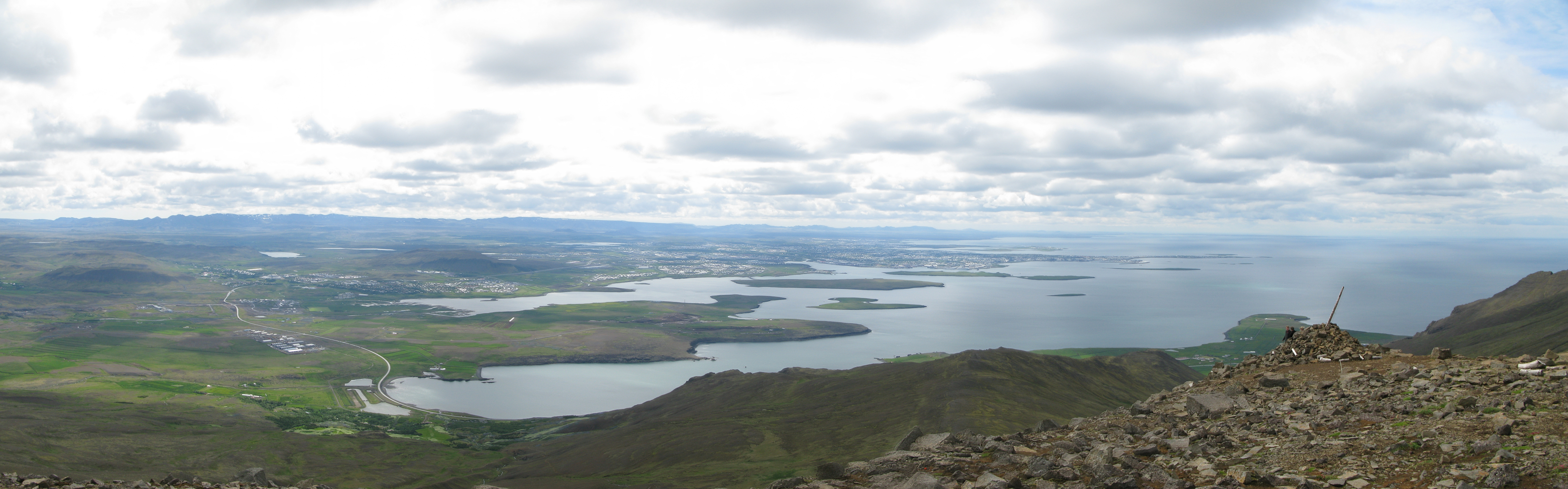
Vue du Kollafjörður en direction de Reykjavik depuis l'Esja.